# Geringwertiges Wirtschaftsgut
Ein Geringwertiges Wirtschaftsgut (GWG) ist im Einkommensteuerrecht Deutschlands gemäß § 6 Abs. 2 EStG ein selbständig nutzbarer, beweglicher und abnutzbarer Gegenstand des Anlagevermögens mit Anschaffungs- oder Herstellungskosten von 250,01 EUR bis zu 800,00 EUR.

## Voraussetzungen

### Anschaffungs- und Herstellungskosten
Anschaffungskosten sind die Aufwendungen, die geleistet werden, um ein Wirtschaftsgut zu erwerben und es in einen betriebsbereiten Zustand zu versetzen, soweit sie dem Wirtschaftsgut einzeln zugeordnet werden können. Zu den Anschaffungskosten gehören auch die Nebenkosten (Transport, Versand, Versicherung). Nachträgliche Anschaffungskosten sind einzubeziehen, wenn sie dem gleichen Wirtschaftsjahr zuzuordnen sind. Anschaffungspreisminderungen und ein in Anspruch genommener Investitionsabzugsbetrag sind abzuziehen (§ 255 Abs. 1 HGB).
Für die Frage, ob bei geringwertigen Wirtschaftsgütern die jeweilige Betragsgrenze überschritten ist, ist stets von den Anschaffungs- oder Herstellungskosten ohne Vorsteuer auszugehen. Von den Anschaffungs- oder Herstellungskosten ohne die Umsatzsteuer (Netto-Anschaffungskosten) ist auch bei nicht vorsteuerabzugsberechtigten Unternehmern (z. B. Ärzten oder Unternehmern mit Kleinunternehmerregelung) auszugehen, vgl. § 6 Abs. 2 Satz 1 EStG.
Stellt der Steuerpflichtige die Wirtschaftsgüter selbst her, sind die Herstellungskosten nach den allgemeinen Vorschriften zu ermitteln. Stammen Wirtschaftsgüter aus dem Privatvermögen, ist der Einlagewert maßgeblich.

### Bewegliche Wirtschaftsgüter
Nur Sachen, Tiere und Scheinbestandteile können bewegliche Wirtschaftsgüter sein. Gebäude, Gebäudeteile, Grund und Boden gehören nicht zu den beweglichen Wirtschaftsgütern, ebenso wenig immaterielle Wirtschaftsgüter wie Nutzungsrechte, Lizenzen und Patente.

### Abnutzbare Wirtschaftsgüter des Anlagevermögens
Diejenigen beweglichen, immateriellen oder unbeweglichen Wirtschaftsgüter, die einer wirtschaftlichen oder technischen Abnutzung unterliegen, werden als abnutzbare Wirtschaftsgüter bezeichnet. Da gemäß § 6 Abs. 2 EStG nur Wirtschaftsgüter des Anlagevermögens GWG sein können, muss die voraussichtliche Nutzungsdauer mindestens ein Jahr betragen. Bei den Überschusseinkünften gibt es kein Anlagevermögen. Die Regelung zu den GWG gilt jedoch mit Ausnahme der Poolabschreibung sinngemäß.

### Selbständig nutzbare Wirtschaftsgüter
Ein Wirtschaftsgut ist nicht selbständig nutzbar, wenn es nach seiner Zweckbestimmung im Betrieb nur zusammen mit anderen Wirtschaftsgütern des Anlagevermögens genutzt werden kann und die in diesem Nutzungszusammenhang stehenden Wirtschaftsgüter technisch aufeinander abgestimmt sind.
Beispiel:
Ein Drucker (ohne Kopier- oder Faxfunktion) ist nicht selbständig nutzbar, da er einen PC benötigt, der ihm die Daten sendet. Ebenso ist ein Computer ein nicht selbständig nutzbares Wirtschaftsgut, da er Monitor, Tastatur und Maus benötigt. Auch ein PKW-Anhänger ist nicht selbständig nutzbar, weil er ein Zugfahrzeug benötigt. Diese Wirtschaftsgüter sind aber wirtschaftlich eigenständig und können somit entsprechend der AfA-Tabelle abgeschrieben werden.
Nicht selbständig nutzbar sind auch die Bestuhlung in Kinos und Theatern, die Kabel zur Vernetzung einer EDV-Anlage, Software oder die Hebebühne eines LKWs. Software, die als sogenanntes „Trivialprogramm“ angesehen wird, kann als materielles, bewegliches und selbständig nutzbares Wirtschaftsgut aktiviert werden. Um ein Trivialprogramm handelt es sich, wenn ein Computerprogramm lediglich Datenbestände oder ohne besondere Verarbeitung Daten speichert, z. B. Texte oder Zahlen.
Selbständig nutzbar sind dagegen Laptops, Tablets, Telefone, Smartphones, Einrichtungsgegenstände, Bücher, Fässer und Flaschen.

## Sofortabschreibung GWG bei Anschaffungs- oder Herstellungskosten ohne Umsatzsteuer von nicht mehr als 800 €
Übersteigen die Anschaffungskosten nicht 800 € netto (vor 2018: 410 € netto), können diese in voller Höhe im Anschaffungsjahr steuermindernd als Betriebsausgabe geltend gemacht werden. Alternativ können sie aktiviert und normal abgeschrieben werden. Eine im Anschaffungsjahr unterlassene Sofortabschreibung kann in späteren Jahren nicht nachgeholt werden. GWG mit Anschaffungs- oder Herstellungskosten von mehr als 250 € (vor 2018: 150 €) müssen zudem in ein besonderes Verzeichnis aufgenommen werden. Die getrennte Erfassung auf einem hierfür vorgesehenen Buchführungskonto erfüllt diese Anforderung.

## Poolabschreibung (Sammelposten) bei Anschaffungs- oder Herstellungskosten ohne Umsatzsteuer von 250,01 bis 1.000 €
Selbständig nutzbare Wirtschaftsgüter, deren Anschaffungs- oder Herstellungskosten zwar 250 € (vor 2018: 150 €), aber nicht 1000 € übersteigen, können je Wirtschaftsjahr in einen Sammelposten aufgenommen werden. Dieser Sammelposten ist ab dem Jahr der Anschaffung oder Herstellung gleichmäßig mit jeweils 1/5 aufzulösen (§ 6 Abs. 2a EStG). Die betriebsübliche Nutzungsdauer spielt ebenso wenig eine Rolle wie die zwischenzeitliche Veräußerung oder Wertminderung der einzelnen Wirtschaftsgüter (vgl. § 6 Abs. 2a Satz 3 EStG). Nachträgliche Anschaffungs- oder Herstellungskosten erhöhen den Wert des Pools ab dem Jahr der Zuschreibung. Sofern in einem Jahr ein Sammelposten gebildet wird, sind alle selbständig nutzbaren Wirtschaftsgüter über 250 € (vor 2018: 150 €) und bis 1000 € darin aufzunehmen (§ 6 Abs. 2a Satz 5 EStG). Es ist somit nicht zulässig, einige selbständig nutzbare Wirtschaftsgüter bis 800 € (vor 2018: 410 €) sofort abzuschreiben und andere in den Pool einzustellen. Wird kein Sammelposten gebildet, sind alle selbständig nutzbaren Wirtschaftsgüter über 800 € (vor 2018: 410 €) unter Berücksichtigung der üblichen Nutzungsdauer abzuschreiben.

## Gesetzliche Regelung in Österreich
In § 13 EStG werden als geringwertige Wirtschaftsgüter abnutzbare Anlagegüter bezeichnet, deren Anschaffungs- oder Herstellkosten 1.000 € (2020–2022 800 €, bis 2019: 400 €) nicht übersteigen. Geringwertige Wirtschaftsgüter können im Jahr der Anschaffung bzw. Herstellung voll abgeschrieben werden.